# Giovanni Alberto Ristori
Giovanni Alberto Ristori (Bologna, 1692 - Dresden, 7 februari 1753) was een Italiaanse operacomponist en dirigent. 

## Biografie
Ristori was de zoon van Tommaso Ristori, de leider van een operagezelschap in Dresden dat werkte voor August II de Sterke, die koning van Polen en tevens keurvorst van Saksen was. August II leende zijn operagezelschap uit aan de Russische tsarina Anna voor de viering van haar kroning in Moskou. 
Zijn opera Calandro, in drie bedrijven naar een libretto van Stefano Benedetto Pallavicini, was de eerste opera buffa geschreven in Duitsland en ook de eerste Italiaanse opera uitgevoerd in Rusland. Het operagezelschap bestond uit dertien acteurs en negen zangers en zangeressen, waaronder Ludovica Seyfried, Margherita Ermini en Rosalia Fantasia. De opera werd in Moskou voor het eerst opgevoerd in 1731.
De musicoloog dr. Rudolf Mengelberg is in 1915 gepromoveerd op het leven en werk van Ristori.
- Biblioteca Nacional de España: XX5116109
- Bibliothèque nationale de France: cb15072086b (data)
- CiNii: DA10743883
- Gemeinsame Normdatei: 10424478X
- International Standard Name Identifier: 0000 0000 8359 4289
- Library of Congress Control Number: nr93038515
- MusicBrainz: 38d61491-c6ad-4478-8700-f4e3e5bcf32f
- Nationale Bibliotheek van Tsjechië: mzk20191039318
- Nederlandse Thesaurus van Auteursnamen: 158975596
- Istituto Centrale per il Catalogo Unico: MUSV055610
- SNAC: w69633nk
- Système universitaire de documentation: 080601944
- Virtual International Authority File: 15060986
- WorldCat: E39PBJmHDdJJdfKMWqXhwmg7pP